# 中島村 (愛知県中島郡)
中島村（なかしまむら）は、愛知県中島郡にかつてあった村。
現在の一宮市萩原町南部（萩原町中島・萩原町西御堂・萩原町東宮重）と稲沢市北部（木全・石橋）に該当する。

## 歴史
- 1889年（明治22年）10月1日 - 中島村、西御堂村、東宮重村、木全村、石橋村が合併し、中島村が発足。
- 1906年（明治39年）5月10日 - 分割され廃止。
  - 中島村の一部（中島・西御堂・東宮重）は、萩原町, 新明村, 日光村の一部と合併、改めて萩原町となる。
  - 中島村の一部（木全・石橋）は、稲沢町, 一治村, 国府宮村, 山形村, 下津村, 稲保村の一部, 大江村の一部と合併、改めて稲沢町となる。
- 1955年（昭和30年）4月1日 - 萩原町が今伊勢町の一部, 奥町と共に一宮市へ編入される。
- 1958年（昭和33年）11月1日 - 稲沢町が市制施行して稲沢市となる。